# Hrabstwo Jefferson (Iowa)

Piramida wieku hrabstwa

Hrabstwo Jefferson – hrabstwo położone w USA w stanie Iowa z siedzibą w mieście Fairfield. Założone w 1839 roku.

## Miasta i miejscowości
- Batavia
- Coppock
- Fairfield
- Libertyville
- Lockridge
- Maharishi Vedic City
- Packwood
- Pleasant Plain

## Drogi główne
- U.S. Highway 34
- Iowa Highway 1
- Iowa Highway 78

## Sąsiednie Hrabstwa
- Hrabstwo Keokuk
- Hrabstwo Washington
- Hrabstwo Henry
- Hrabstwo Van Buren
- Hrabstwo Wapello